# Responsorium

Responsorium 3 Vinea mea, Matutin des Karfreitags, I. Nokturn, die Antworten (Responsa) sind am Ende abgekürzt angegeben.

Unter Responsorium (von lateinisch respondere ‚antworten‘; deutsch Antwortgesang) versteht man in der westlichen (römisch-katholischen, anglikanischen, lutherischen) Liturgie den  Wechselgesang zwischen einem Vorsänger (dem Kantor oder der Schola) und der Gemeinde. Der einzelne Beter singt oder spricht das ganze Responsorium.

## Singweise und liturgischer Ort
Vorsänger oder Schola singen den Text des Kehrverses und einen oder mehrere weitere Verse, die Versammlung antwortet jeweils mit dem ganzen Kehrvers oder einem Teil, dem Responsum. Der Text des Responsums ist entweder dem Psalm selbst entnommen oder bringt ein Leitmotiv des liturgischen Kontextes zum Ausdruck; auch das Halleluja wird zu bestimmten Zeiten als Responsum gesungen. Ein auf diese Weise responsorial gesungener Text (psalmus responsorius) ist die ursprüngliche Form der gemeindlichen Antwort auf die Lesungen im Stundengebet und in der heiligen Messe und seit dem 4. Jahrhundert belegt. Zu den responsorialen Gesängen einer heiligen Messe zählen das Graduale und der Ruf vor dem Evangelium.
Im Laufe der Liturgiegeschichte ist das Responsorium verkürzt und verändert worden, so dass es kaum noch den ursprünglichen Psalm erkennen lässt. So ist beim Ruf vor dem Evangelium neben dem Halleluja lediglich ein Vers übriggeblieben. Auch im Stundengebet ist es zum Responsorium breve bzw. zum Versikel geschrumpft, in der heiligen Messe wurde es im Zuge der Liturgiereform nach dem Zweiten Vatikanischen Konzil als Antwortpsalm wiederhergestellt. Die Langform, das Responsorium prolixum mit melismatischen Elementen, findet sich im aktuellen Stundenbuch beim Nachtoffizium.
Eine verwandte, aber andere Art des Wechselgesangs ist das antiphonale Singen.

## Musikalische Rezeption
Musikgeschichtlich von besonderer Bedeutung sind die Responsorien der Karmetten (Matutin) der Kartage Gründonnerstag, Karfreitag und Karsamstag, die von bedeutenden Komponisten wie Giovanni Pierluigi da Palestrina, Orlando di Lasso, Tomás Luis de Victoria, Carlo Gesualdo (Tenebrae-Responsorien), Alessandro Scarlatti, Jan Dismas Zelenka oder Michael Haydn vertont wurden.
Der deutsche Komponist Max Reger komponierte für die Lutherische Kirche in den USA eine 1914 erstmals veröffentlichte Sammlung von 20 Responsorien für verschiedene Anlässe, darunter Begräbnisse und unterschiedliche Feste im Laufe des Kirchenjahres.

## Schreibweise
Der Psalmvers (Versikel) wird in den liturgischen Büchern mit ℣ (U+2123) gekennzeichnet, die Antwort (das Responsum) mit dem Symbol ℟ (U+211F).
Beispiel: Responsorium der Laudes im Advent:
| Schreibweise                                                                            | Bet-/Singweise |
| ℟ Über dir, Jerusalem, erstrahlt der Herr, * er geht auf über dir gleich der Sonne. – ℟ | V. Über dir, Jerusalem, erstrahlt der Herr, er geht auf über dir gleich der Sonne. A. Über dir, Jerusalem, erstrahlt der Herr, er geht auf über dir gleich der Sonne. |
| ℣ Und seine Herrlichkeit erscheint über dir. * Er geht auf über dir gleich der Sonne.   | V. Und seine Herrlichkeit erscheint über dir. A. Er geht auf über dir gleich der Sonne.                                                                               |
| Ehre sei dem Vater. – ℟                                                                 | V. Ehre sei dem Vater und dem Sohn und dem Heiligen Geist. A. Über dir, Jerusalem, erstrahlt der Herr, er geht auf über dir gleich der Sonne.                         |

## Beispiele für Responsorien
Matutin am Karfreitag
| lateinisch | deutsch |
| V: Vínea méa elécta, égo te plantávi: Quómodo convérsa es in amaritúdinem, ut me crucifígeres, et Barrábam dimítteres? A: Vínea méa elécta, égo te plantávi: Quómodo convérsa es in amaritúdinem, ut me crucifígeres, et Barrábam dimítteres? V: Sepívi te, et lápides elégi ex te, et aedificávi túrrim. A: Quómodo convérsa es in amaritúdinem, ut me crucifígeres, et Barrábam dimítteres? V/A: Vínea méa elécta, égo te plantávi: Quómodo convérsa es in amaritúdinem, ut me crucifígeres, et Barrábam dimítteres? | V: Mein auserwählter Weinberg, ich habe dich gepflanzt. Wie hast du dich in Bitterkeit verkehrt, dass du mich kreuzigtest und den Barrabas freigabst? A: Mein auserwählter Weinberg, ich habe dich gepflanzt. Wie hast du dich in Bitterkeit verkehrt, dass du mich kreuzigtest und den Barrabas freigabst? V: Umzäunt habe ich dich und die Steine für den Turmbau bei dir gesammelt. A: Wie hast du dich in Bitterkeit verkehrt, dass du mich kreuzigtest und den Barrabas freigabst. V/A: Mein auserwählter Weinberg, ich habe dich gepflanzt. Wie hast du dich in Bitterkeit verkehrt, dass du mich kreuzigtest und den Barrabas freigabst. |
| Komplet | |
| lateinisch | deutsch |
| V: In mánus túas Dómine comméndo spíritum méum. A: In mánus túas Dómine comméndo spíritum méum. V: Rédemisti nos Dómine, Déus veritátis. A: Comméndo spíritum méum. V: Glória Pátri, et Fílio, et Spíritui Sáncto. A: In mánus túas Dómine comméndo spíritum méum. | V: Herr, auf dich vertraue ich, in deine Hände lege ich mein Leben. A: Herr, auf dich vertraue ich, in deine Hände lege ich mein Leben. V: Lass leuchten über deinem Knecht dein Antlitz, hilf mir in deiner Güte. A: In deine Hände lege ich mein Leben. V: Ehre sei dem Vater und dem Sohne und dem Heiligen Geiste. A: Herr, auf dich vertraue ich, in deine Hände lege ich mein Leben. |